# Lambula bivittata
Lambula bivittata — вид метеликів родини ведмедиць (Arctiidae). 

## Поширення
Ендемік Папуа Нової Гвінеї. Поширений у гірських районах.